# Garden (canção)
"Garden" é uma canção da banda grunge estadunidense Pearl Jam. A canção é a nona faixa do álbum de estreia da banda, Ten, de 1991. Eddie Vedder escreveu a letra e Jeff Ament e Stone Gossard compuseram a música. Uma versão remixada da canção foi incluída na reedição do álbum Ten em 2009.

## Letra
"Garden" tem uma das letras mais difíceis de se interpretar do álbum. Aparentemente, refere-se à morte, já que a letra se refere a um jardim de pedras ("cemitério?") e a solidão acabará quando tudo terminar.

## Recepção
Em março de 2009, "Garden" foi disponibilizada como download para a série Rock Band como uma faixa mestre, como parte do álbum Ten.

## Performances ao vivo
"Garden" foi cantada pela primeira vez ao vivo no dia 7 de fevereiro de 1991, em Los Angeles, Califórnia, no Florentine Gardens. Apresentações ao vivo de "Garden" podem ser encontradas em vários bootlegs oficiais e no  LP Drop in the Park incluído na edição Super Deluxe da reedição de Ten.
É uma das canções que raramente são tocadas ao vivo, e quando eles tocam uma versão diferente, mudam a introdução com a guitarra como ela aparece no álbum.

## Créditos
- Eddie Vedder - vocal
- Stone Gossard - guitarra
- Mike McCready - guitarra
- Jeff Ament - baixo
- Dave Krusen - bateria

## Ligações Externas
- Letra no pearljam.com